# Talkin' Blues
Talkin' Blues är ett musikalbum med material från 1973 samt 1975 med Bob Marley & The Wailers (namnmässigt kallade sig gruppen ännu bara för The Wailers 1973) Det gavs ut av Marleyfamiljens skivmärke Tuff Gong i februari 1991. Island Records svarade för distributionen. Låtarna spelades in och sändes live hösten år 1973 från en studio vid namn Record Plant på radiostationen KSAN-FM i Sausalito, Kalifornien. Mellan varje låt hörs Bob Marley tala öppenhjärtigt om sitt liv, sin religion, sin musik och sitt band utan Peter Tosh och Neville/Bunny Livingston. Bob Marleys svar på intervjuaren Dermot Husseys frågor spelades in två år senare, 1975, i Marleys hem på Jamaica, och har alltså lagts in mellan låtarna på Talkin' Blues, men Husseys frågor har klippts bort.
Året 1973 var The Wailers ett band som knappt någon kände till utanför Jamaica, och namnet Bob Marley var om möjligt ännu mer okänt. Det var först året därpå när Eric Clapton fick en jättehit med Marleys "I Shot The Sheriff" som människor började fråga sig vem Bob Marley var. Det speciella med The Wailers var att de hade kontrakt med ett större skivbolag – Island Records – som var beläget i Storbritannien och inte på Jamaica, och att ägaren Chris Blackwell var orubbligt övertygad om att Bob Marley skulle bli Tredje världens största superstjärna inom populärmusiken. The Wailers hade släppt LP-albumen Catch A Fire och Burnin' på Island, och redan genom detta imponerat vida på Blackwell som i början av året gett bandet 8.000 pund för att göra en LP. Det gällde nu att få resten av världen att upptäcka Marley, därav det intensiva turnerandet. Under hösten 1973 gjorde The Wailers sin första USA-turné, och de var inbokade för 17 konserter som förband åt den största svarta gruppen för tillfället – Sly & The Family Stone. Efter bara fyra konserter fick emellertid The Wailers sparken, och hade sedan att försöka genomföra turnén själva på något sätt.
Den drygt sju minuter långa versionen av "I Shot The Sheriff" är inte från 1973 utan från den första livekonserten som Bob Marley & The Wailers genomförde på Lyceum Ballroom i London. Den andra konsertkvällen spelades in för albumet Live! (1975).
En tid innan denna radiokonsert 1973 hade den "tredje wailern" Neville Livingston, senare känd som Bunny Wailer lämnat gruppen. Beslutet ska ha haft med en växande scenskräck att göra. År 1983 stod Bunny Wailer på scenen igen – för första gången på tio år. I hans ställe hoppade Joe Higgs in för att USA-turnén 1973 skulle kunna genomföras. Bob Marley & The Wailers bestod i oktober 1973 av många personer på scenen: Bob Marley (sång och reggae guitar), Peter Tosh (sång och gitarr), Joe Higgs (sång), Aston Barrett (bas), Carlton Barrett (trummor, percussion), Earl "Wire" Lindo (keyboard), Bernard "Touter" Harvey (orgel, piano), Al Anderson (lead guitar). Peter Tosh skulle snart hoppa av för att sikta på en solokarriär. På skivan medverkar även personer som senare skulle ansluta sig mer eller mindre permanent som till ett fotbollslag där Marley kunde ta ut dem som var i bäst form till spel och därmed skapa det "rena" reggaesound som präglade Bob Marley & The Wailers : Tyrone Downie, Alvin "Seeco" Patterson, The I-Threes (Marcia Griffiths, Rita Marley och Judy Mowatt). 

## Låtlista
1. "Talkin'" - 0:17
2. "Talkin' Blues" - 4:37
3. "Talkin'" - 0:26
4. "Burnin' & Lootin'" - 6:36
5. "Talkin'" - 0:48
6. "Kinky Reggae" - 5:07
7. "Get Up Stand Up" - 4:44
8. "Talkin'" - 0:56
9. "Slave Driver" - 3:47
10. "Talkin'" - 1:30
11. "Walk the Proud Land" - 3:28
12. "Talkin'" - 0:51
13. "You Can't Blame the Youth" - 4:06
14. "Talkin'" - 0:35
15. "Rastaman Chant" - 6:22
16. "Talkin'" - 1:43
17. "Am-A-Do" - 3:06
18. "Talkin'" - 1:00
19. "Bend Down Low" - 2:40
20. "Talkin'" - 1:51
21. "I Shot the Sheriff" - 7:13